# Distrito de Pukou
O Distrito de Pukou (chinês tradicional: 浦口區, chinês simplificado: 浦口区, pinyin: Pǔkǒu Qū), é um dos 11 distritos de Nanquim, a capital da província de Jiangsu na China, localizando-se ao longo do Rio Yangtze desde a baixa de Nanquim. 

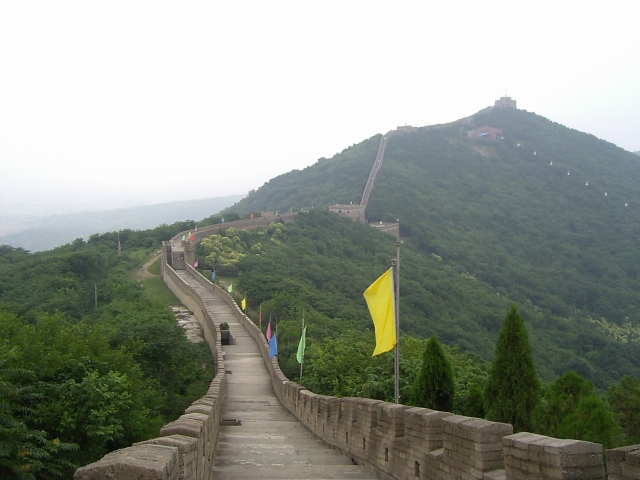
"A Grande Muralha de 10.000 metros", um parque no Distrito de Pukou

O distrito foi outrora o final a sul do Caminho de Ferro de Tianjin-Pukou; os vagões eram transportados por rio até receber uma ponte em 1968.

## Geografia
O Distrito de Pukou localiza-se na parte noroeste da cidade de Nanquim, entre o Rio Yangtze e o Rio Chu. É separado da parte principal da cidade pelo Rio Yangtze com centenas de quilómetros de montanhas e florestas. Tem uma área de 902 quilómetros quadrados com uma população de 480.000 pessoas. 

## Economia
Em 2007, o Produto Interno Bruto (PIB) no Rio Yangtze atingiu os 16.21 milhões de yuans. Há quatro cidades.

## Locais de interesse
A cultura ancestral e a história profunda deixaram para trás várias heranças culturais, paisagens naturais e locais de interesse, incluindo o Parque Nacional da Montanha Ancestral e Florestal, Nascente Pérola, Nascente Tang, Nascente Amber, a Damo Stela, os Templos Hujo, Doulv e Wen, e antigas árvores gingko. Uma máscara de cerâmica masculina encontrada no local Cultural Ancestral da Montanha Panying honra “o ancestral de Nanquim”, a mais antiga obra de arte desta zona. O Distrito de Pukou foi uma intersecção de transportes entre a parte norte e sul, bem como a porta de saída do Norte na cidade de Nanquim. Enfrentando o Rio Yangtze e com um controlo geral da Área do Rio Huai, diz-se que o Distrito de Pukou é "a entrada de Nanquim" e "a Fortaleza Natural do noroeste" com o caminho de ferro Jinpu e as Estradas Estatais 312, 328 e 104 ao longo do mesmo. As primeira, segunda e terceira pontes do Rio Yangtze tornam-o muito conveniente a viajar.